# RML Group

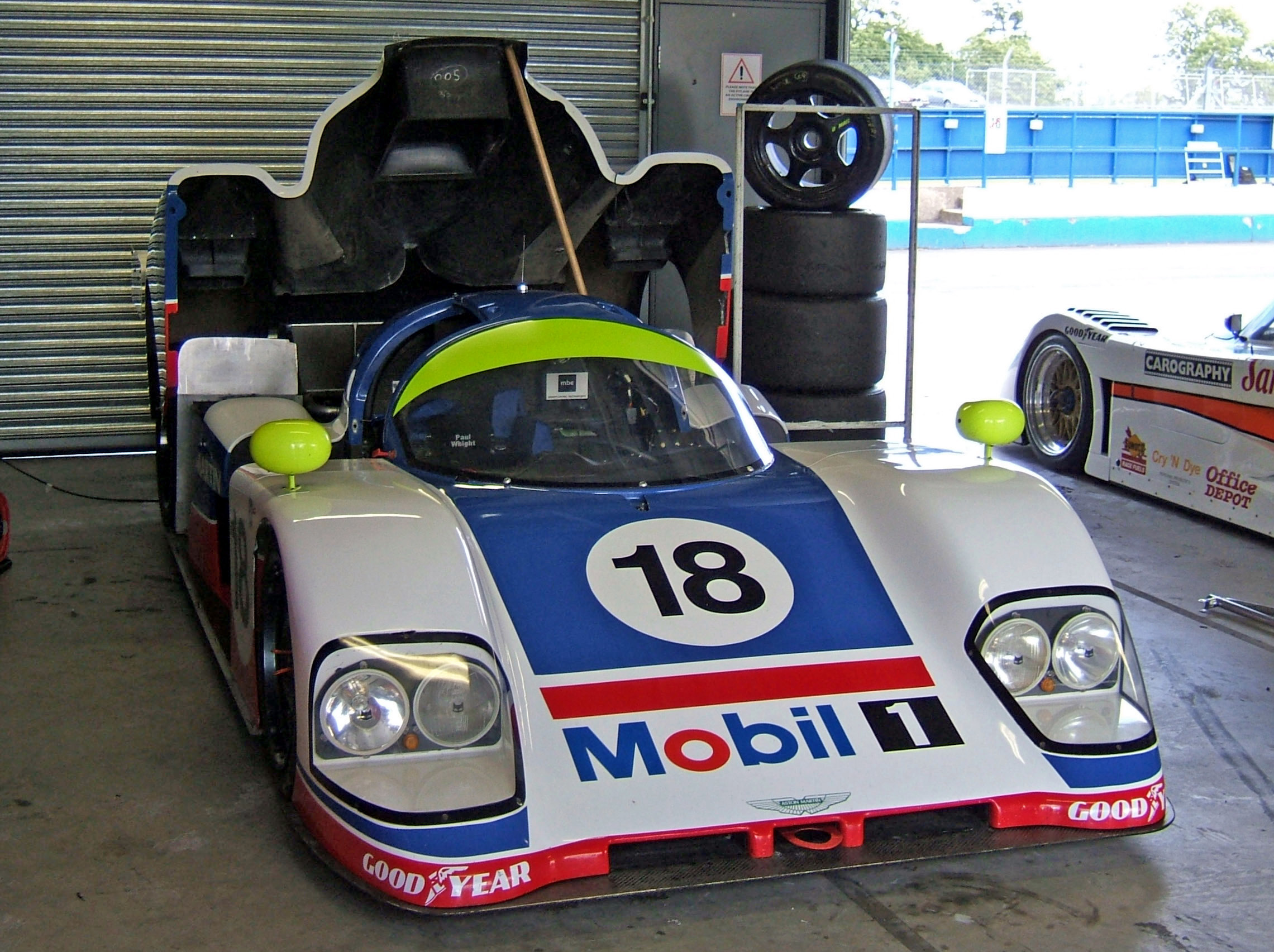
L'Aston Martin AMR1 (1989) en 2007

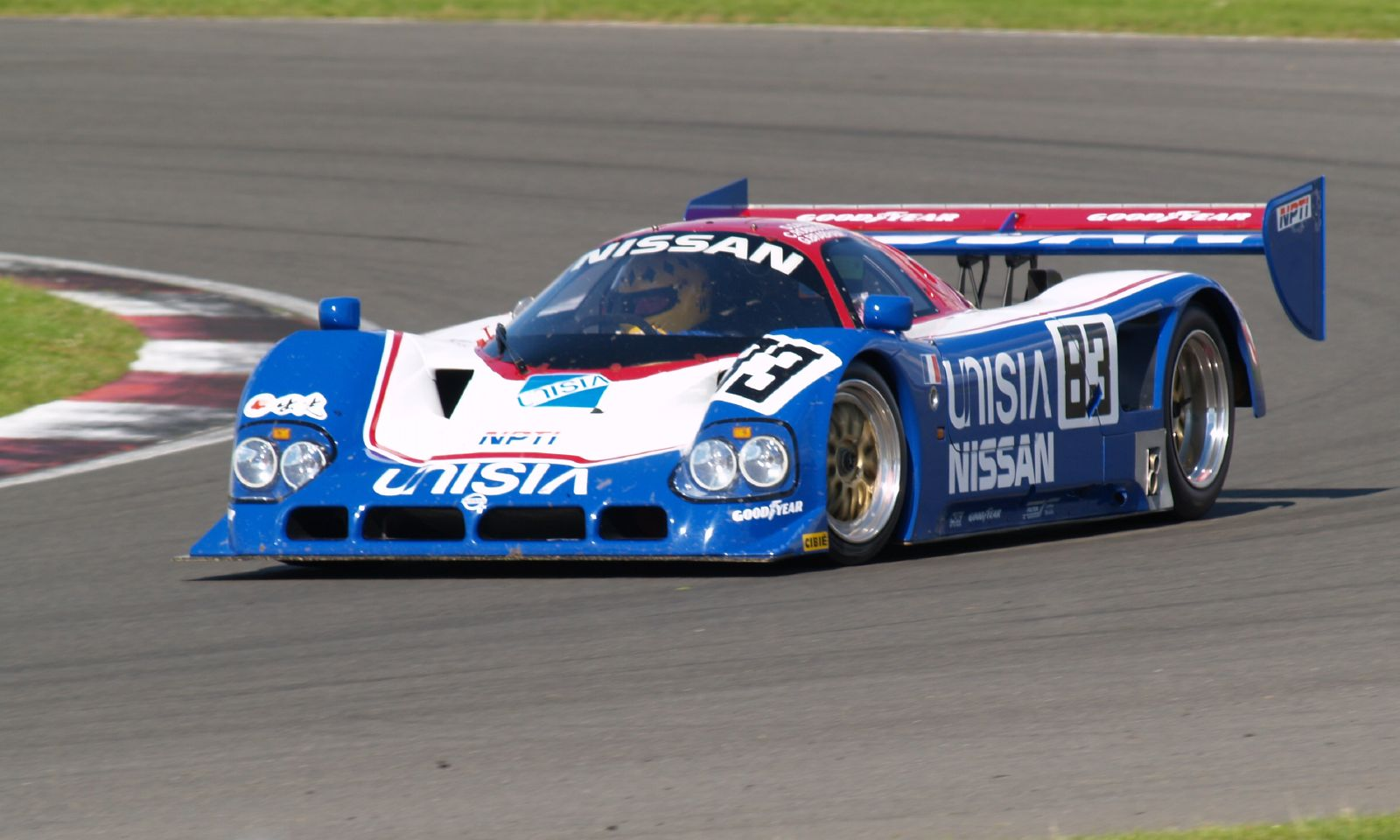
La Nissan R90CK au Silverstone Classic 2007

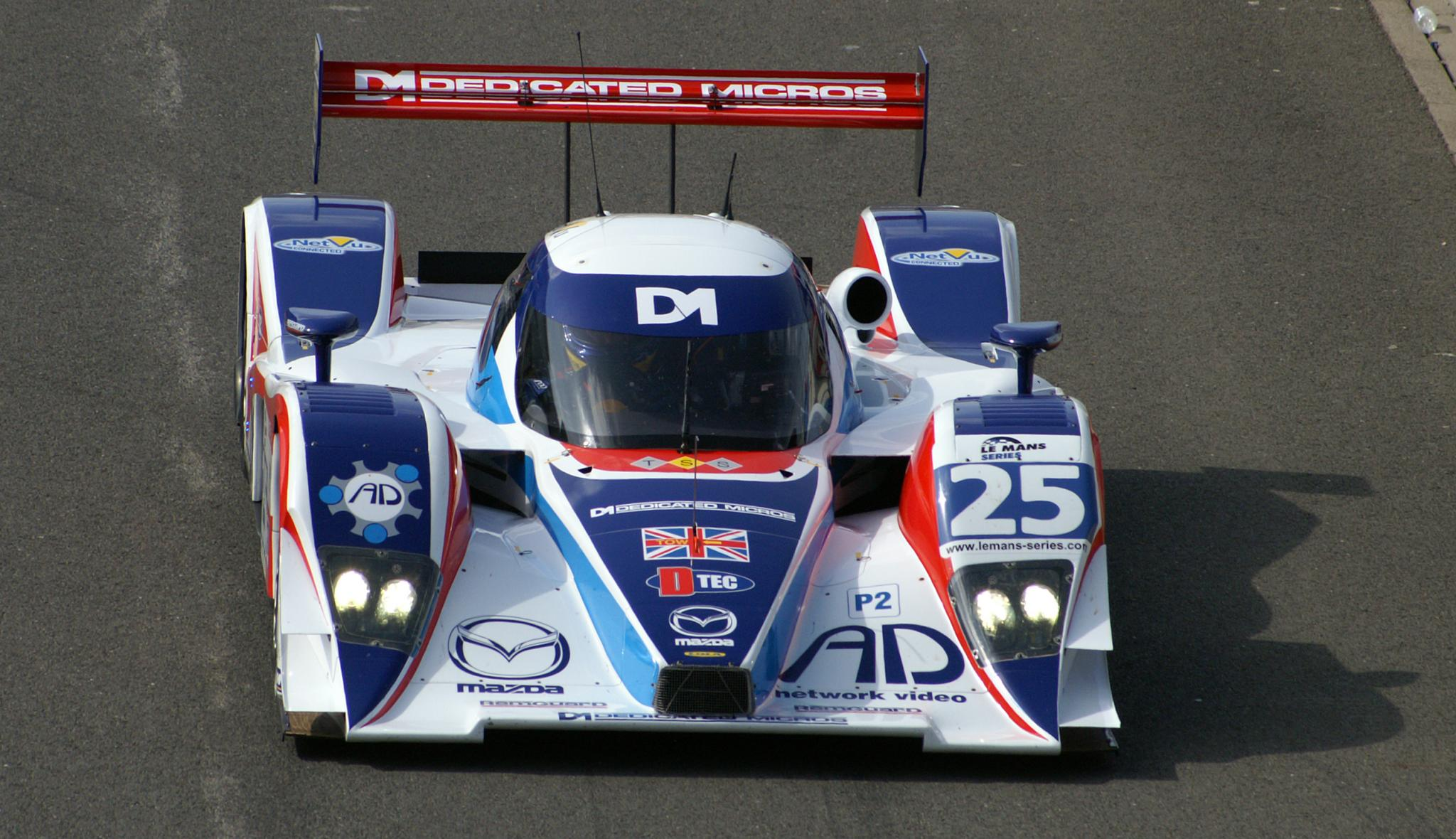
La Lola B08/80 au 1000km de silverstone 2009

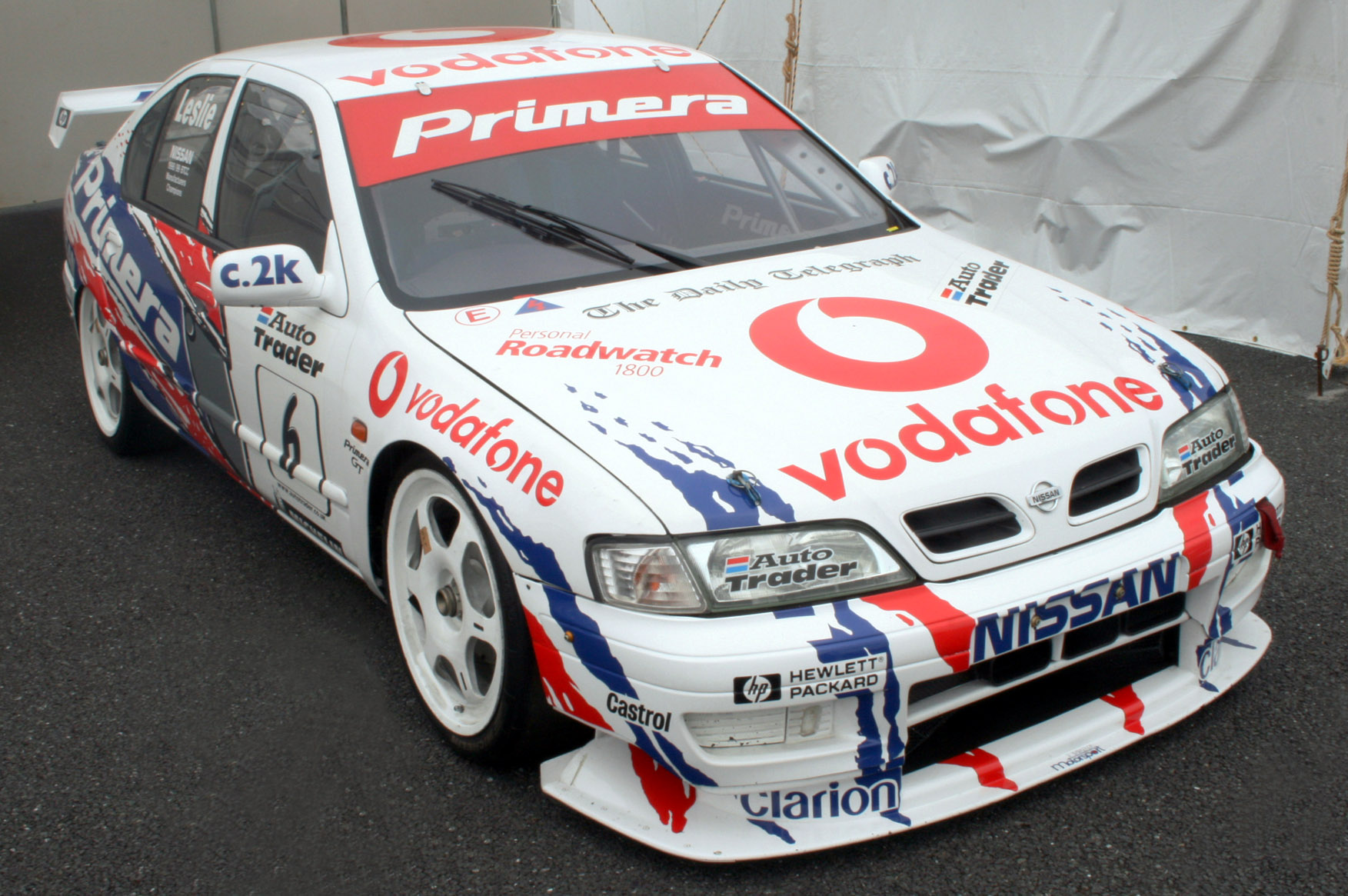
La Nissan Primera du BTCC 1999

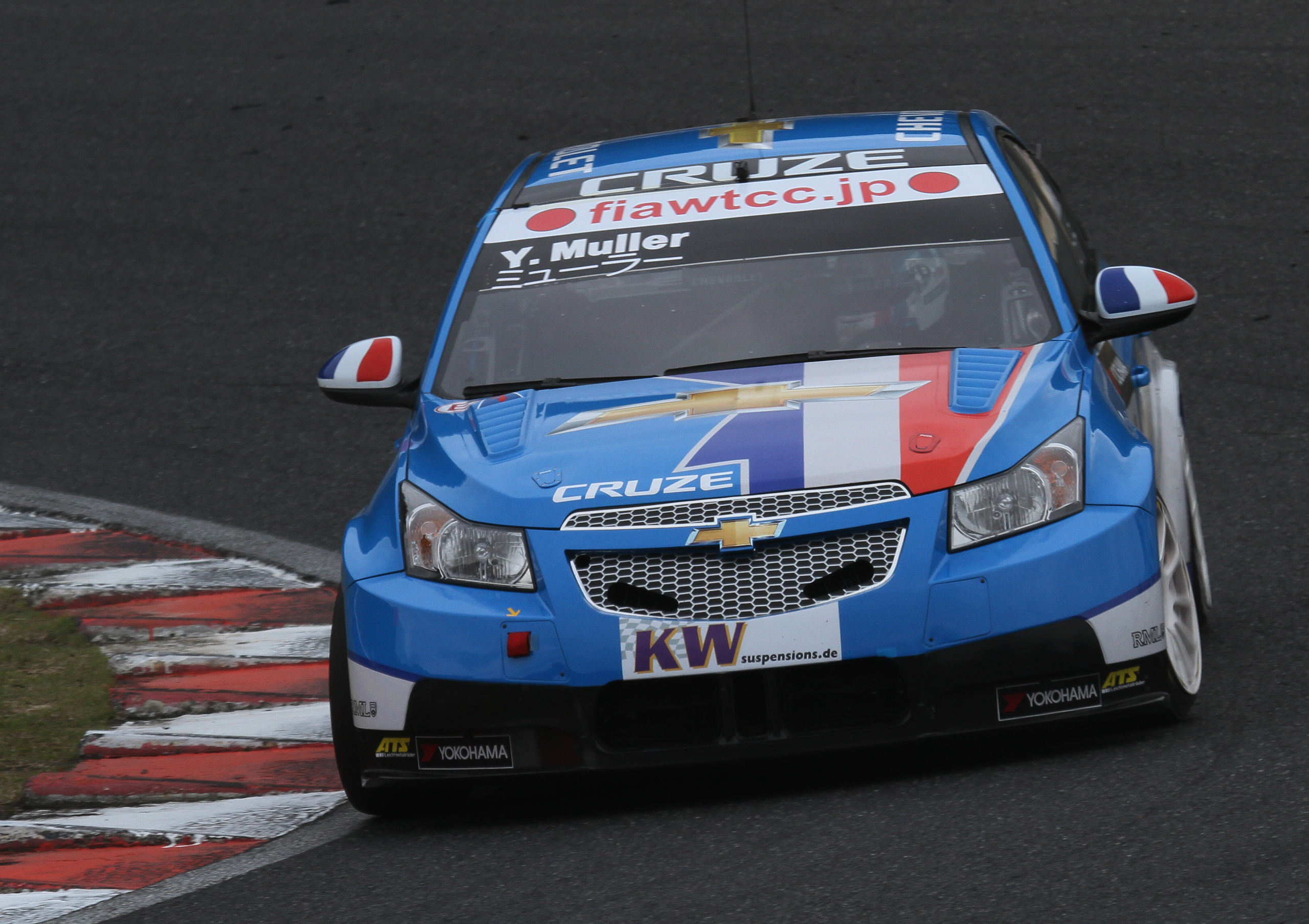
Yvan Muller WTCC Japon 2010

Ray Mallock Ltd, également connue sous le nom RML Group, est une écurie britannique de sport automobile et 
une société d'ingénierie. En 2010, RML est engagée dans le championnat Le Mans Series et travaille avec Chevrolet dans le BTCC et le WTCC.
L'écurie est invitée à participer aux 24 Heures du Mans 2010 avec une Lola B08/80-HPD au volant de laquelle se trouvent les pilotes Mike Newton, Thomas Erdos et Andy Wallace.

## Historique
Ray Mallock a commencé à construire des voitures de course, aux côtés de son frère Richard, comme assistant de son père, le Major Arthur Mallock. Après des courses en Formule 3 et en voiture de sport, Mallock a fondé son équipe, Ray Mallock Racing Atlantique, en 1979, et l'a rebaptisé RML en 1984.
Il a contribué au développement de la Nimrod à moteur Aston Martin qui participe au Championnat du monde des voitures de sport en 1983 et 1984. En 1985, Ray Mallock construit avec l'Ecurie Ecosse le prototype qui remportera la catégorie C2 en 1986.
Puis de 1987 à 1990, RML participe au projet Aston Martin AMR1 sans résultat avant de collaborer avec Nissan sur la Nissan R90C qui se classe cinquième des 24 Heures du Mans 1990.
L'écurie débute en BTCC en 1992 avec une Cavalier de Vauxhall (Opel Vectra) et remporte les titres pilote et équipe en 1995. C'est avec une Primera de Nissan que les titres suivants seront acquis en 1998 et 1999.
L'écurie ne revient en compétition d'endurance qu'en 2000 en développant une version course de la Saleen S7 durant quatre ans avant d'amener une MG-Lola EX257 aux 24 Heures du Mans 2004 et de gagner en catégorie LMP2 avec une MG-Lola EX264 en 2005 et 2006.
C'est aussi en 2004 que débute la prise en charge du programme WTCC de Chevrolet. Après avoir utilisé une Lacetti jusqu'en 2008, la voiture utilisée en 2010 est une Chevrolet Cruze LT pilotée par Yvan Muller, Robert Huff et Alain Menu. Le titre pilote est obtenu par Yvan Muller avant la dernière course à Macao. L'année 2009 marque aussi le retour en BTCC avec trois Chevrolet Lacetti pilotées par Jason Plato, Mat Jackson et James Nash. Pour 2010 deux Chevrolet Cruze LT sont confiées à Jason Plato et Alex McDowall, Plato remportant finalement le titre pilotes.
RML participe aux Le Mans Series 2009 et aux 24 Heures du Mans 2009 avec le châssis de la Lola B08/80 associé au moteur Mazda MZR-R 2,0 L Turbo I4. Ce moteur n'est pas retenu pour 2010 puisque le moteur choisi est le HPD de Honda vainqueur du championnat American Le Mans Series 2009 avec le Highcroft Racing.

## Palmarès
- Championnat du monde des voitures de sport
  - Vainqueur de la catégorie C2 par équipe en 1986

- 12 Heures de Sebring
  - Vainqueur de la catégorie GTS en 2001

- 24 Heures du Mans
  - Vainqueur de la catégorie LMP2 en 2005 avec Mike Newton, Thomas Erdos et Warren Hughes puis en 2006 avec Mike Newton, Thomas Erdos et Andy Wallace

- Le Mans Series
  - Vainqueur du classement pilote de la catégorie LMP2 en 2007 et 2010 avec Mike Newton et Thomas Erdos
  - Vainqueur par équipe de la catégorie LMP2 en 2007 et 2010

- Championnat du monde des voitures de tourisme
  - Vainqueur du classement pilote avec Yvan Muller en 2010, 2011 et avec Robert Huff en 2012
  - Vainqueur de classement constructeur avec chevrolet en 2010, 2011 et 2012

- Championnat de Grande-Bretagne des voitures de tourisme
  - Vainqueur du classement pilote avec John Cleland en 1995, avec Laurent Aïello en 1999 et Jason Plato en 2010
  - Vainqueur par équipe en 1995, 1998, 1999
  - Vainqueur de classement constructeur avec Nissan en 1998 et 1999

- Stock Car Speed Association
  - Vainqueur du classement pilote avec Nicolas Minassian en 2002 et Ben Collins en 2003

## Construction automobile et ingénierie

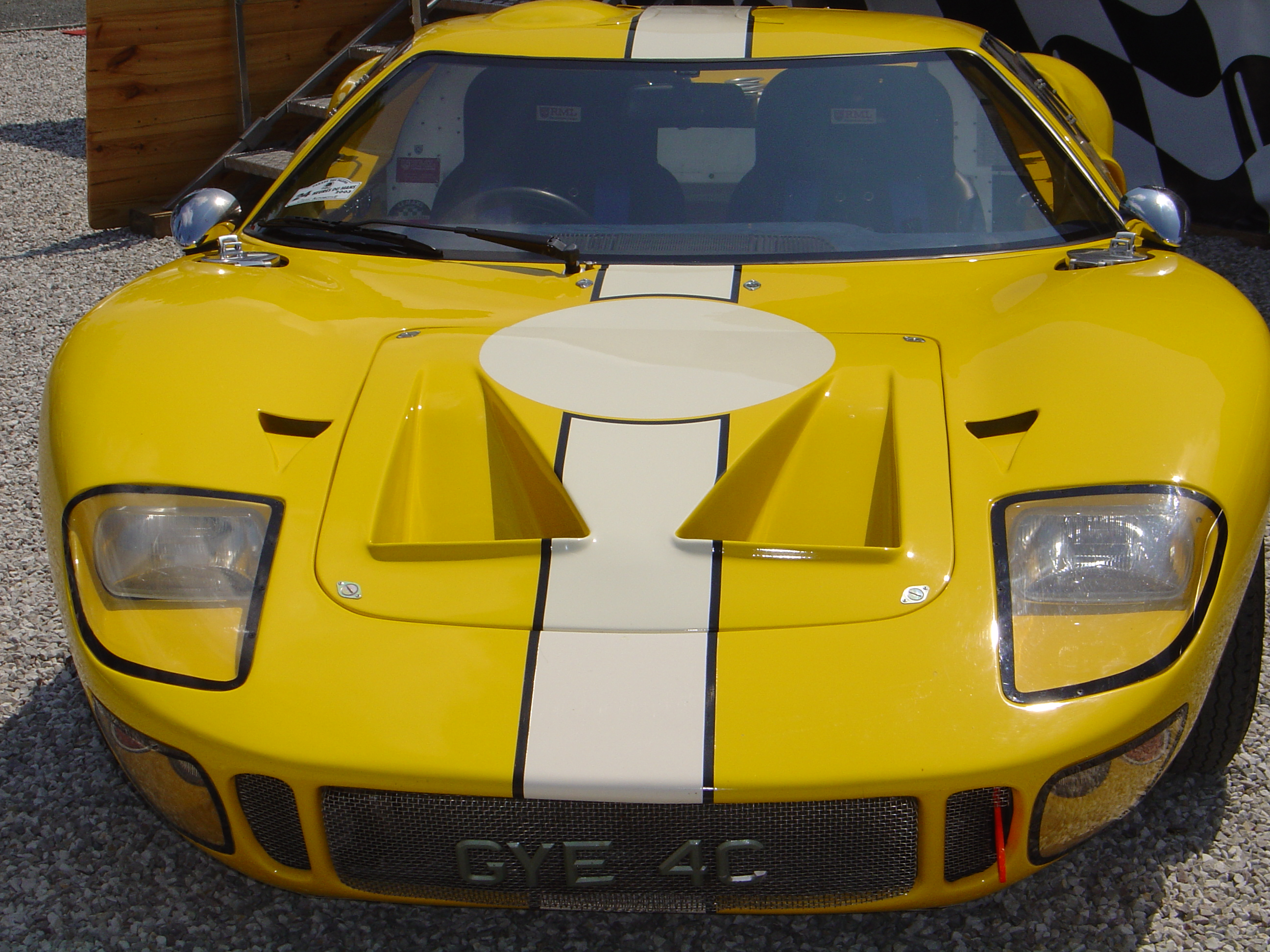
La réplique de la GT40 présente aux 24 Heures du Mans 2006
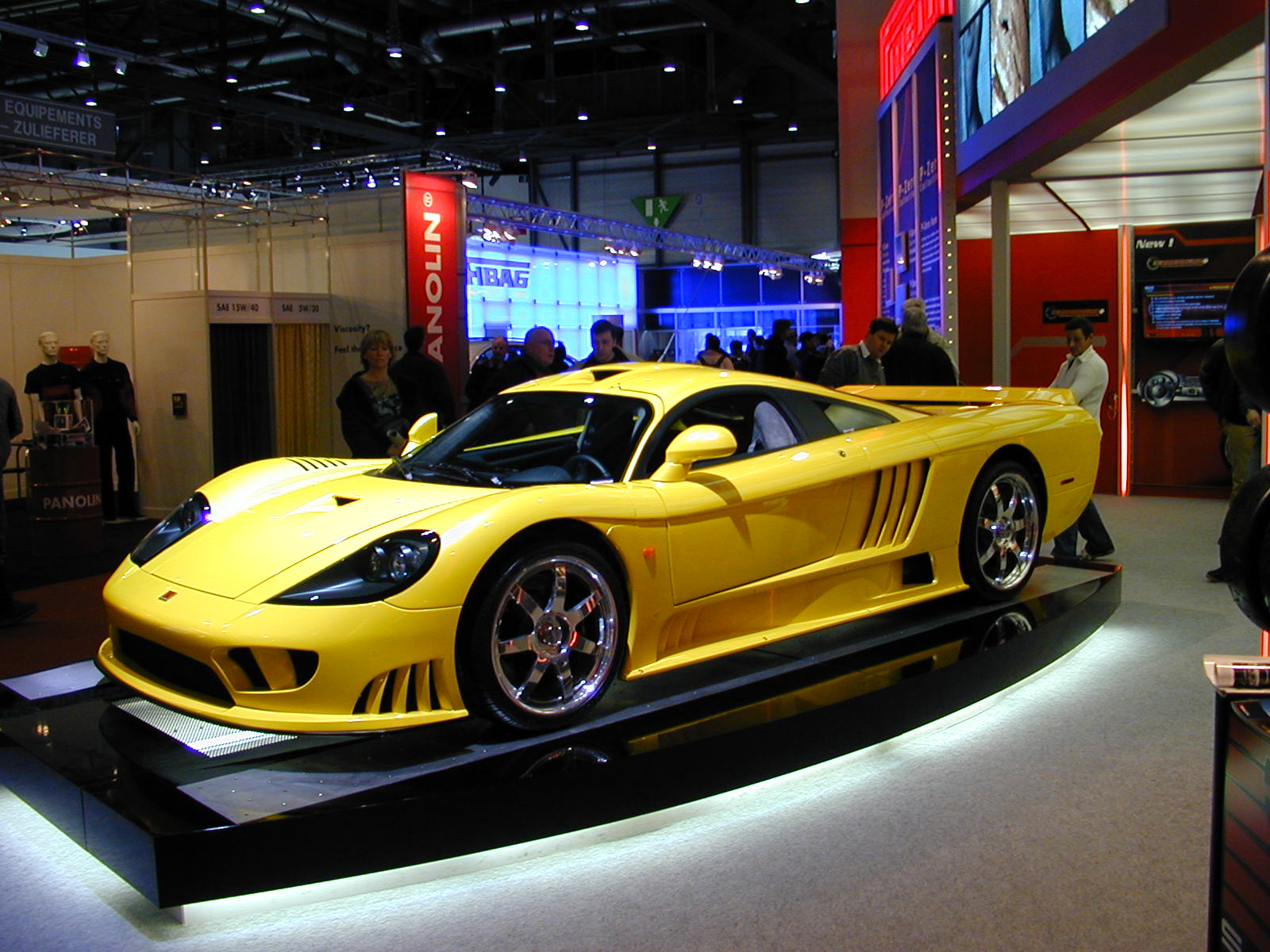
La Saleen S7 au Salon de Genève 2004
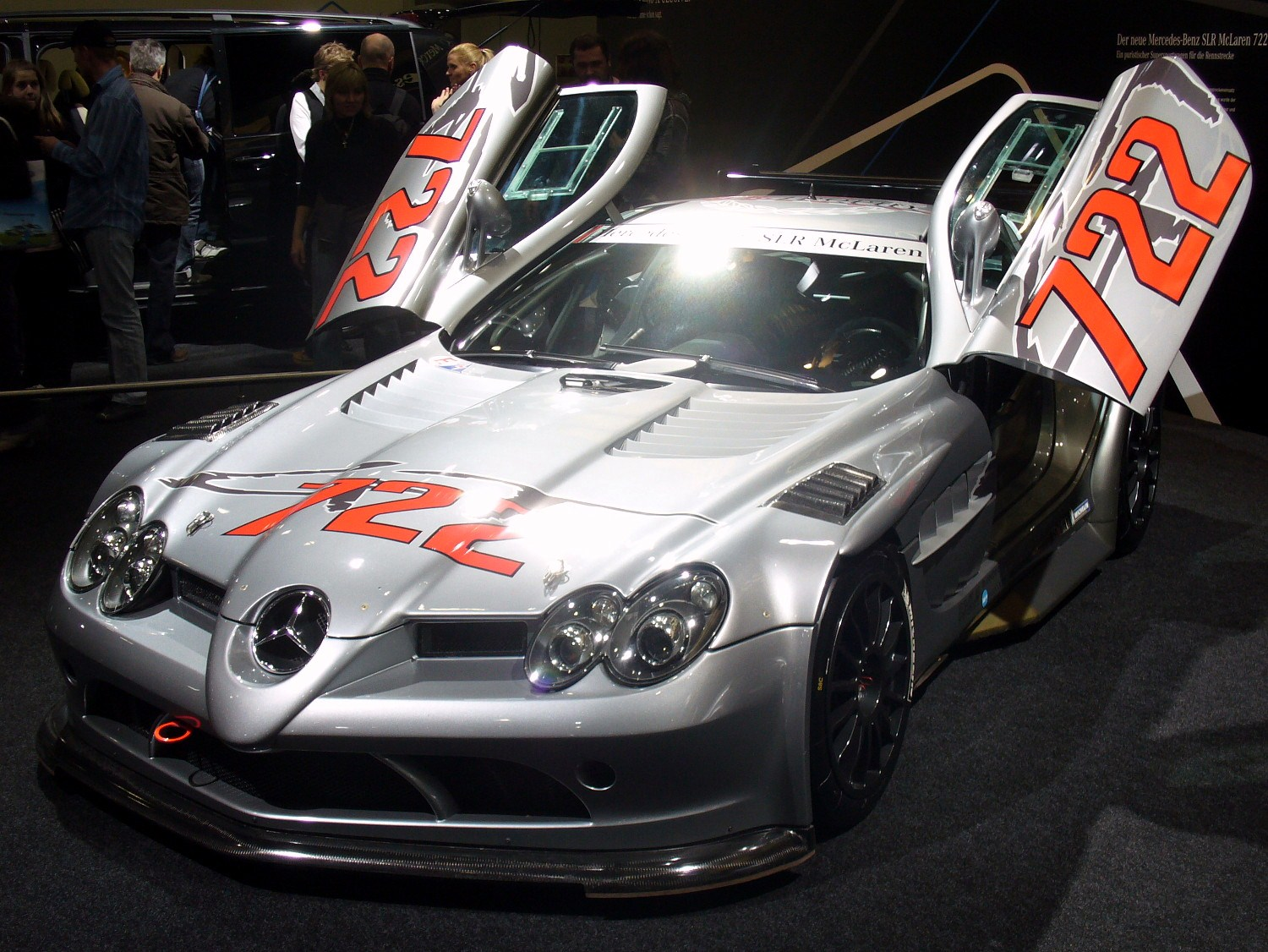
Mercedes-Benz SLR McLaren Edition 722 GT

Les compétences d'ingénierie de RML ont été utilisées pour la première fois en 1990, lorsque la société a construit un petit nombre de répliques de Ford GT40.
En 1999, RML a présenté deux projets différents, l'Opel Astra Concept DTM, un prototype pour la route, basé sur le Coupé Opel Astra et la Saleen S7, qui a été entièrement conçue par l'ingénieur RML et ancien F1 mécanicien, Richard Owen.
En 2003, Nissan a commandé un prototype basé sur la nouvelle Nissan Micra, alimenté par un moteur V6 et appelé Micra R. La voiture a fait ses débuts au Salon de Genève. La voiture avait une boîte de vitesses séquentielle à 6 rapports.
Le modèle SLR 722 GT est conçu par RML Group mais n’est pas homologué pour la route. Il courra uniquement dans une compétition baptisée SLR Club Trophy qui se déroulera sur de nombreuses pistes européennes et seulement 21 exemplaires seront produits.
RML est aussi le créateur d'une GT développée sur une base de Ferrari 550 Maranello, la RML Short Wheelbase.